# Miss Polonia 2019
Miss Polonia 2019 – 41. edycja konkursu piękności Miss Polonia. Gala finałowa odbyła się 24 listopada 2019 w sali balowej hotelu Narvil Conference & Spa w Serocku.
Miss Polonią została Karolina Bielawska z Łodzi.

## Rezultaty
| Tytuł             | Laureatka                               |
| ----------------- | --------------------------------------- |
| Miss Polonia 2019 | Karolina Bielawska                      |
| I Wicemiss        | Aleksandra Kielan                       |
| II Wicemiss       | Karina Nowak                            |
| Top 5             | Aleksandra Gronowska Justyna Marczewska |

### Nagrody specjalne
| Tytuł             | Laureatka          |
| ----------------- | ------------------ |
| Miss Publiczności | Karolina Bielawska |
| Miss Sportu       | Aleksandra Kielan  |

## Finalistki
| Nr | Kandydatka           | Wiek | Wzrost | Województwo             | Miejscowość             |
| -- | -------------------- | ---- | ------ | ----------------------- | ----------------------- |
| 1  | Klaudia Kroczek      | 22   | 166 cm | Mazowieckie             | Warszawa                |
| 2  | Jesika Kubiak        | 21   | 170 cm | Wielkopolskie           | Kalisz                  |
| 3  | Milena Bilska        | 19   | 171 cm | Śląskie                 | Poczesna                |
| 4  | Karina Tryba         | 20   | 171 cm | Kujawsko-pomorskie      | Bydgoszcz               |
| 5  | Patrycja Brudkiewicz | 24   | 173 cm | Śląskie                 | Częstochowa             |
| 6  | Izabela Depta        | 24   | 173 cm | Łódzkie                 | Łódź                    |
| 7  | Kinga Sęk            | 23   | 174 cm | Łódzkie                 | Łowicz                  |
| 8  | Dominika Lamauskaitė | 19   | 175 cm | Miss Polonia Litwy 2019 | Miss Polonia Litwy 2019 |
| 9  | Justyna Marczewska   | 22   | 175 cm | Łódzkie                 | Łódź                    |
| 10 | Aleksandra Kielan    | 20   | 176 cm | Śląskie                 | Częstochowa             |
| 11 | Kinga Zabielska      | 21   | 176 cm | Podlaskie               | Białystok               |
| 12 | Kamila Wasilewska    | 24   | 177 cm | Zachodniopomorskie      | Szczecin                |
| 13 | Patrycja Gołda       | 21   | 178 cm | Mazowieckie             | Kozienice               |
| 14 | Marcelina Urbańska   | 19   | 178 cm | Dolnośląskie            | Oleśnica                |
| 15 | Karolina Bielawska   | 20   | 179 cm | Łódzkie                 | Łódź                    |
| 16 | Beata Sierpińska     | 24   | 179 cm | Lubelskie               | Lublin                  |
| 17 | Aleksandra Gronowska | 24   | 180 cm | Mazowieckie             | Warszawa                |
| 18 | Milena Jaworska      | 21   | 180 cm | Warmińsko-mazurskie     | Mrągowo                 |
| 19 | Karina Nowak         | 21   | 182 cm | Śląskie                 | Żory                    |
| 20 | Iwetta Baran         | 25   | 183 cm | Łódzkie                 | Inowłódz                |